# Tulpen aus Amsterdam
Valsmelodin Tulpen aus Amsterdam komponerades av tysken Ralf Arnie (1924-2003) 1953. Den tyskspråkiga versionen sjöngs in av nederländska Mieke Telkamp (1934-2016). Den svenskspråkiga versionen Tulpaner från Amsterdam har sjungits in av flera artister. Bland annat sjöng Lasse Lönndahl in sången den 12 maj 1958 på EP-skivan "I det blå".  Den engelskspråkiga versionen Tulips from Amsterdam med Max Bygraves (1922-2012) blev 1958 en stor framgång på brittiska singellistan.